# Sebring Raceway
Sebring International Raceway je dirkališče, ki leži v bližini ameriškega mesta Sebring, Florida. Leta 1959 je gostilo dirko Formule 1 za Veliko nagrado ZDA.

## Zmagovalci
| Leto | Dirkač        | Moštvo        | Poročilo |
| ---- | ------------- | ------------- | -------- |
| 1959 | Bruce McLaren | Cooper-Climax | Poročilo |